# Microtus multiplex
Microtus multiplex là một loài động vật có vú trong họ Cricetidae, bộ Gặm nhấm. Loài này được Fatio mô tả năm 1905.